# Orăștioara de Sus
Orăștioara de Sus là một xã thuộc hạt Hunedoara, România. Dân số thời điểm năm 2002 là 2463 người.